# Cultisme
Ne doit pas être confondu avec Gongorisme.

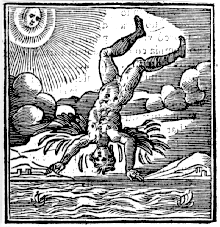
L’emblème, d’usage répandu dans l’esthétique cultiste.

Le cultisme ou cultéranisme, estilo culto ou culteranismo en espagnol, est l’un des styles littéraires de la période baroque espagnole qui, s’opposant au conceptisme de Quevedo (bien qu'en réalité il s'en rapproche fortement parfois par ses recours), se caractérise par une profusion ornementale de métaphores, un vocabulaire opulent, un ordre syntactique complexe, de multiples métaphores précieuses, au service d’un contenu extrêmement conventionnel.
Péjoratif, le terme de cultéranisme, forgé d’après « luthéranisme » pour comparer ses adeptes à des hérétiques de l’authentique poésie, semble avoir été utilisé pour la première fois par l’humaniste espagnol Bartolomé Jiménez Patón (1569-1640), désigne en réalité un type de rhétorique déjà en cours dans le maniérisme.
Le cultéranisme est une branche de l’esthétique baroque espagnole plus générale que le conceptisme avec lequel il a en commun la complication du sens de l’œuvre littéraire, non par la concision et la concentration de la signification, comme il était de coutume, mais au contraire par l’atomisation et l’ordonnancement sous forme d’énigme pour exercer la culture et l’intelligence par le décodage d’une manière plus développée et sensorielle. Dans les arts plastiques, le cultéranisme se distingue par son recours aux emblèmes.
Le cultéranisme partage avec le conceptisme le désir d’enrichir et d’analyser l’expression en la séparant de l’équilibre et de la clarté classiques, mais avec l’action opposée de développer la signification dans un maximum d’expression esthétique. Le style culto est une amplification non paraphrastique, parce qu’il vise non à expliquer, mais à charmer avec l’exercice intellectuel de l’énigme. Il s’agit, non d’éclaircir le message par l’usage de la paraphrase, mais au contraire d’impressionner et d’être tortueux, sensoriel et éloigné de l’expression.
Le cultéranisme, qui s’applique fondamentalement au genre lyrique et au vers au lieu de la prose, se caractérise, entre autres, par une ornementation sensorielle du vers au moyen d’allitérations, d’épithètes, etc.) , la préférence accordée à une syntaxe marquée par de longues périodes complexes, une latinisation exagérée de la syntaxe, l’utilisation de la métaphore pure et de l’image la plus audacieuse, l’élévation de tout ce qui est humble et l’abaissement de ce qui est noble, une abondance de périphrases sous forme d’allusions et de circonvolutions, une abondante intertextualité entre les auteurs latins, grecs et modernes, une érudition ésotérique.
Le cultéranisme a connu, avec le marinisme du Cavalier Marin en Italie, l’euphuisme de Lyly en Angleterre ou la préciosité en France, son équivalent dans d’autres pays. Cette esthétique est également connue sous le nom de gongorisme en raison de son principal représentant, le poète castillan Luis de Góngora, qui a contribué à le former et lui a donné sa manière définitive.
Machado s’est montré très critique envers le défaut de substance tant du cultéranisme que du conceptisme, qu’il a caractérisé comme double expression d’une même indigence.
Le cultéranisme a, d’une certaine manière, servi de précédent au symbolisme de Verlaine et de Mallarmé.